# Sergio Barros
Sergio Barros är en chilensk astronom.
Han var verksam vid Cerro El Roble observatoriet.
Minor Planet Center listar honom som upptäckare av 7 asteroider mellan 1975 och 1977. De flesta tillsammans med landsmannen Carlos R. Torres.

## Asteroider upptäckta av Sergio Barros
| 2741 Valdivia [A]                            | 1 december 1975  |
| 2757 Crisser                                 | 11 november 1977 |
| 2858 Carlosporter [A]                        | 1 december 1975  |
| 6217 Kodai [A]                               | 1 december 1975  |
| (10993) 1975 XF [A]                          | 1 december 1975  |
| (12660) 1975 NC [A]                          | 15 juli 1975     |
| (29079) 1975 XD [A]                          | 1 december 1975  |
| Upptäckt tillsammans med: A Carlos R. Torres |                  |